# Pilchowo (powiat policki)
Pilchowo (do 1945 niem. Polchow) – wieś w Polsce położona w województwie zachodniopomorskim, w powiecie polickim, w gminie Police. Pilchowo położone jest u podnóża Wzgórz Warszewskich na terenie Puszczy Wkrzańskiej na północ od stolicy województwa – Szczecina; przylega do osiedla o tej samej nazwie. Przez wieś przebiega droga wojewódzka nr 115.

## Historia

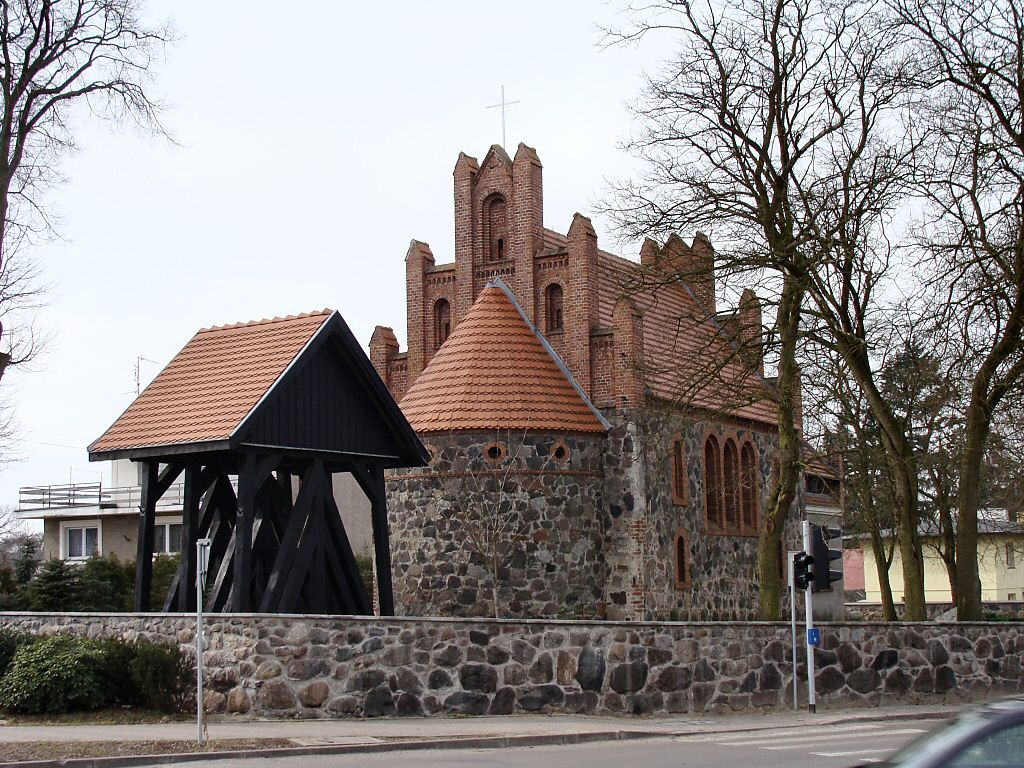
Kościół Wniebowzięcia NMP w Pilchowie

Powstało w XII w. początkowo jako widlica, następnie owalnica. Rozrost wsi w kierunkach północnym i południowym spowodował ostateczne przekształcenie jej w nieregularna ulicówkę. W 1228 zbudowano z kamienia granitowego kościół w stylu romańskim. Na przełomie XIII i XIV wieku Pilchowo stało się wsią książęcą i stanowiło zaplecze gospodarcze dla miasta. W 1945 południową część wsi (poniżej Wieleckiego Potoku) włączono w obszar miejski Szczecina.
Na torfowisku w pobliżu wsi, przy eksploatacji złoża torfu, odnaleziono pochodzący sprzed ok. 9700 lat fragment czaszki samca tura z porożem.  
Przynależność polityczno-administracyjna:
- 1815–1866: Związek Niemiecki, Królestwo Prus, prowincja Pomorze
- 1866–1871: Związek Północnoniemiecki, Królestwo Prus, prowincja Pomorze
- 1871–1918: Cesarstwo Niemieckie, Królestwo Prus, prowincja Pomorze
- 1919–1933: Rzesza Niemiecka (Republika Weimarska), kraj związkowy Prusy, prowincja Pomorze
- 1933–1945: III Rzesza, prowincja Pomorze
- 1945–1952: Rzeczpospolita Polska (Polska Ludowa), województwo szczecińskie, powiat szczeciński
- 1952–1975: Polska Rzeczpospolita Ludowa, województwo szczecińskie, powiat szczeciński
- 1975–1989: Polska Rzeczpospolita Ludowa, województwo szczecińskie
- 1989–1998: Rzeczpospolita Polska, województwo szczecińskie
- 1999 - teraz: Rzeczpospolita Polska, województwo zachodniopomorskie, powiat policki, gmina Police

## Turystyka i komunikacja
Przez wieś prowadzi  Szlak „Puszcza Wkrzańska”,  Szlak Pokoju i  Szlak Pilchowski.
- Droga wojewódzka nr 115: Szczecin - Pilchowo - Tanowo – Dobieszczyn
- Droga Pilchowo - Leśno Górne – Siedlice (powiat policki) – Police: Nowe Miasto (ul. Wyszyńskiego)
- droga rowerowa między Pilchowem a Szczecinem - Głębokie
- SPPK Police linie autobusowe:
  - 103 do Starego Miasta w Policach, przez Tanowo, Trzeszczyn i Nowe Miasto w Policach
  - 103 do osiedla Głębokie w Szczecinie
  - 106 do Starego Miasta w Policach, przez Leśno Górne, Siedlice (powiat policki) i Nowe Miasto w Policach
  - 106 do osiedla Głębokie w Szczecinie